# Кусаинов, Сакан Кусаинович
Сакан Кусаинович Кусаинов (15 мая 1917, а. № 15, Атбасарский уезд, Акмолинская область, Российская империя — 9 января 1989, Алма-Ата, Казахская ССР, СССР) — советский казахский партийный и государственный деятель. Первый секретарь Тургайского (1971—1978) и Талды-Курганского обкомов КП Казахстана (1978—1981). Герой Социалистического Труда (1973).

## Биография
Член ВКП(б) с 1943.

### Образование
В 1939 окончил Степняцкий горно-металлургический техникум по специальности «техник-горняк».
В 1958 окончил Алма-Атинскую высшую партийную школу.

### Трудовая деятельность
- 1934—1940 гг. — бурильщик, бригадир бурильщиков, мастер, начальник шахты в Тургайской области,
- 1940—1945 гг. — служил в Советской Армии. Участник Великой Отечественной войны,
- 1945—1948 гг. — работал на шахте,
- 1948—1954 гг. — секретарь партбюро шахты, затем рудника, инструктор Кокчетавского обкома ВКП(б), второй секретарь Степнякского горкома КП Казахстана,
- 1958—1963 гг. — секретарь райкома КПСС, председатель исполкома райсовета, первый секретарь Шортандинского райкома КПСС, секретарь парткома крупнейшего Алексеевского производственного управления Целиноградской области,
- 1963—1965 гг. — председатель Целинного краевого совета профсоюзов,
- 1965—1970 гг. — председатель исполкома Северо-Казахстанского областного Совета депутатов трудящихся,
- 1970 г. — председатель Оргбюро ЦК КП Казахстана по новой Тургайской области,
- 1971—1978 гг. — первый секретарь Тургайского обкома Компартии Казахстана. В девятой пятилетке Тургайская область добилась заметных успехов во всех отраслях народного хозяйства и культурного строительства. План но объему и реализации промышленной продукции выполнен на 102,3 процента. Коллективами строительных предприятий освоено капитальных вложений на 152,2 миллиопа рублей, в том числе 92,6 на строительно-монтажные работы, что соответственно составляет 103 и 102 процента к годовому плану.
- 1978—1981 гг. — первый секретарь Талды-Курганского обкома Компартии Казахстана.

Кандидат в члены ЦК КПСС (1976—1981). Депутат Верховного Совета СССР 9 и 10 созывов. Избирался делегатом XXII и XXVI съездов КПСС, членом ЦК Компартпи Казахстана, депутатом Верховного Совета Казахской ССР шестого, седьмого и восьмого созывов, членом Президиума Верховного Совета Казахской ССР шестого и восьмого созывов.
С 1981 г. — на пенсии.
Скончался 9 января 1989 года, похоронен на Кенсайском кладбище.

## Награды и звания
Герой Социалистического Труда (1973).
Награждён тремя орденами Ленина, орденами Октябрьской Революции, Трудового Красного Знамени, многими медалями.